# Linards
Linards (prononcer [linaʁ]; Linards en occitan) est une commune française située dans le département de la Haute-Vienne, en région Nouvelle-Aquitaine.
Ses habitants s'appellent les Linardais et les  Linardaises.

## Géographie

### Localisation

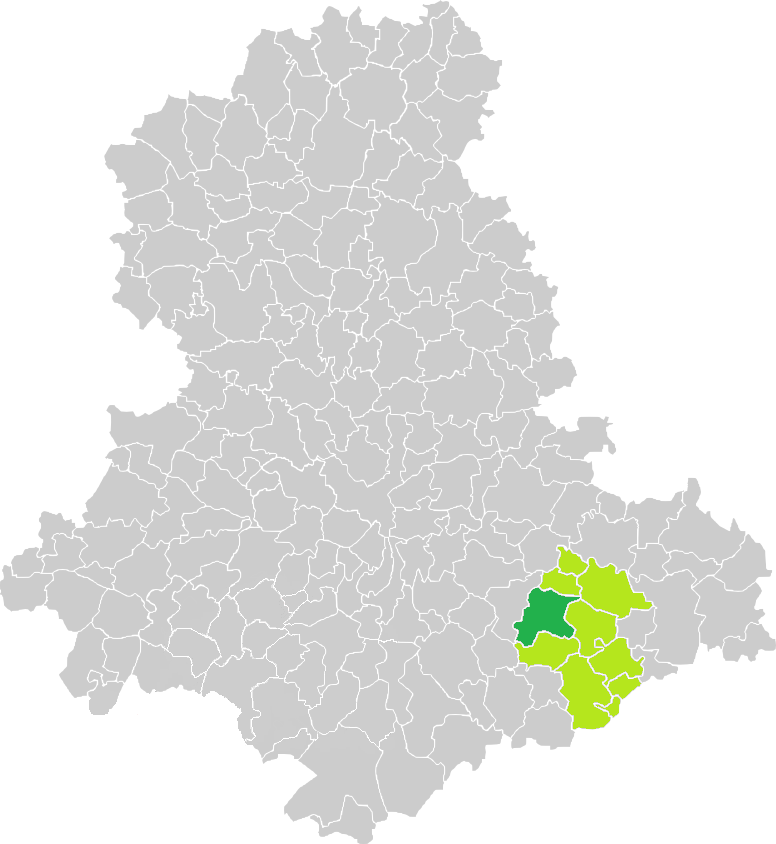
Situation de la commune de Linards en Haute-Vienne.

La commune de Linards a une superficie de 36,3 km2. La plus grande ville la plus proche est Limoges, qui est située à 34 km au nord-ouest.
|                              | Roziers-Saint-Georges | Neuvic-Entier        |
| Saint-Bonnet-Briance         | Linards               | Châteauneuf-la-Forêt |
| Glanges (par un quadripoint) | Saint-Méard           |                      |

### Climat
Pour des articles plus généraux, voir Climat de la Nouvelle-Aquitaine et Climat de la Haute-Vienne.
Historiquement, la commune est exposée à un climat océanique limousin.  
En 2020, Météo-France publie une typologie des climats de la France métropolitaine dans laquelle la commune est dans une zone de transition entre le climat océanique altéré et le climat de montagne et est dans la région climatique  Ouest et nord-ouest du Massif Central, caractérisée par une pluviométrie annuelle de 900 à 1 500 mm, maximale en automne et en hiver.
Pour la période 1971-2000, la température annuelle moyenne est de 11,1 °C, avec une amplitude thermique annuelle de 14,9 °C. Le cumul annuel moyen de précipitations est de 1 159 mm, avec 13,4 jours de précipitations en janvier et 8 jours en juillet. Pour la période 1991-2020, la température moyenne annuelle observée sur la station météorologique la plus proche, située sur la commune de Saint-Germain-les-Belles à 10,07 km à vol d'oiseau, est de 0,0 °C et le cumul annuel moyen de précipitations est de 0,0 mm,. Pour l'avenir, les paramètres climatiques de la commune estimés pour 2050 selon différents scénarios d’émission de gaz à effet de serre sont consultables sur un site dédié publié par Météo-France en novembre 2022.

## Urbanisme

### Typologie
Au 1er janvier 2024, Linards est catégorisée commune rurale à habitat très dispersé, selon la nouvelle grille communale de densité à sept niveaux définie par l'Insee en 2022.
Elle est située hors unité urbaine. Par ailleurs la commune fait partie de l'aire d'attraction de Limoges, dont elle est une commune de la couronne,. Cette aire, qui regroupe 127 communes, est catégorisée dans les aires de 200 000 à moins de 700 000 habitants,.

### Occupation des sols
L'occupation des sols de la commune, telle qu'elle ressort de la base de données européenne d’occupation biophysique des sols Corine Land Cover (CLC), est marquée par l'importance des territoires agricoles (79,9 % en 2018), une proportion sensiblement équivalente à celle de 1990 (80,7 %). La répartition détaillée en 2018 est la suivante : 
prairies (66,3 %), forêts (17,4 %), zones agricoles hétérogènes (12,9 %), zones urbanisées (2,7 %), terres arables (0,7 %). L'évolution de l’occupation des sols de la commune et de ses infrastructures peut être observée sur les différentes représentations cartographiques du territoire : la carte de Cassini (XVIIIe siècle), la carte d'état-major (1820-1866) et les cartes ou photos aériennes de l'IGN pour la période actuelle (1950 à aujourd'hui).

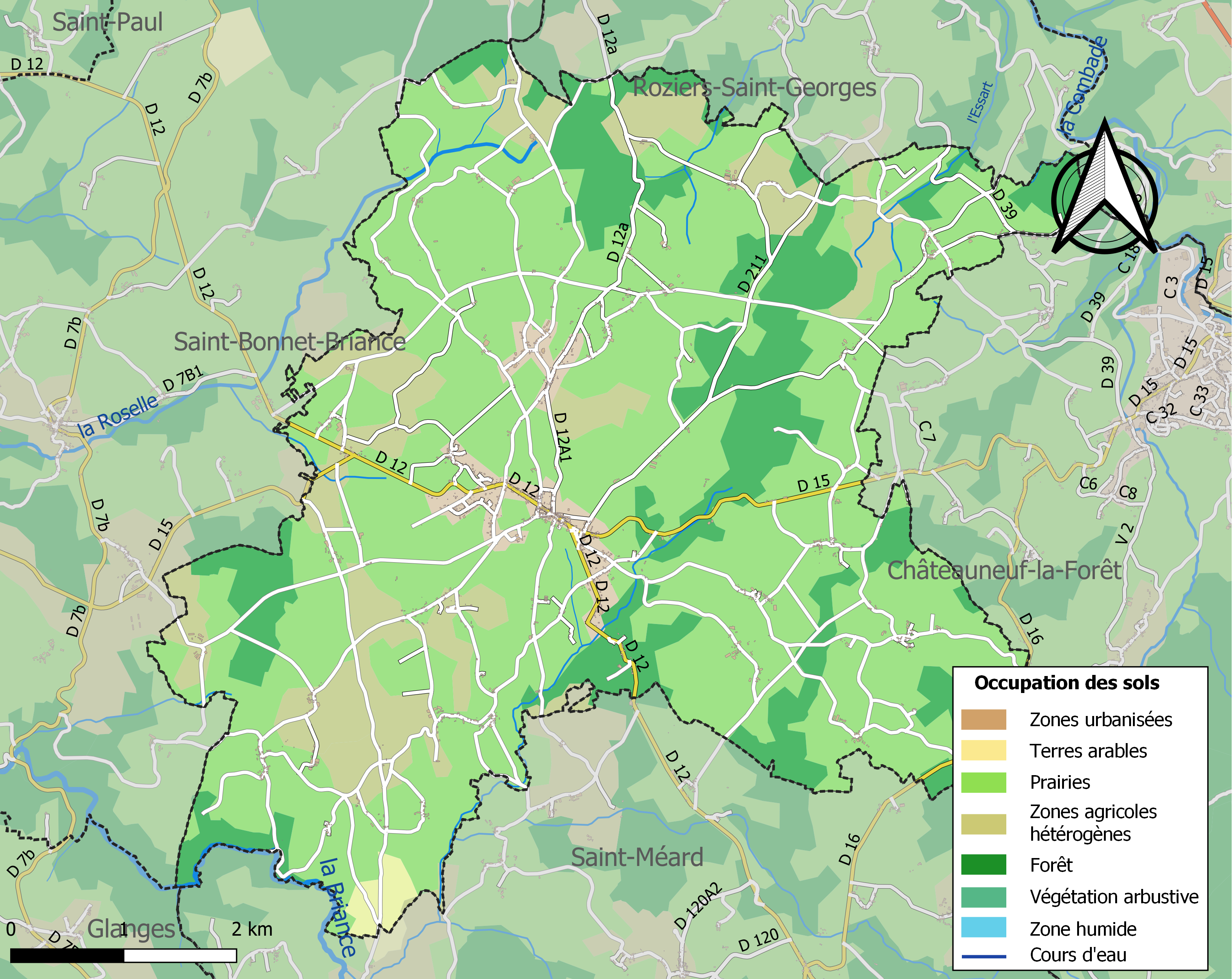
Carte des infrastructures et de l'occupation des sols de la commune en 2018 (CLC).

### Risques majeurs
Le territoire de la commune de Linards est vulnérable à différents aléas naturels : météorologiques (tempête, orage, neige, grand froid, canicule ou sécheresse) et séisme (sismicité faible). Il est également exposé à un risque particulier : le risque de radon. Un site publié par le BRGM permet d'évaluer simplement et rapidement les risques d'un bien localisé soit par son adresse soit par le numéro de sa parcelle.

#### Risques naturels

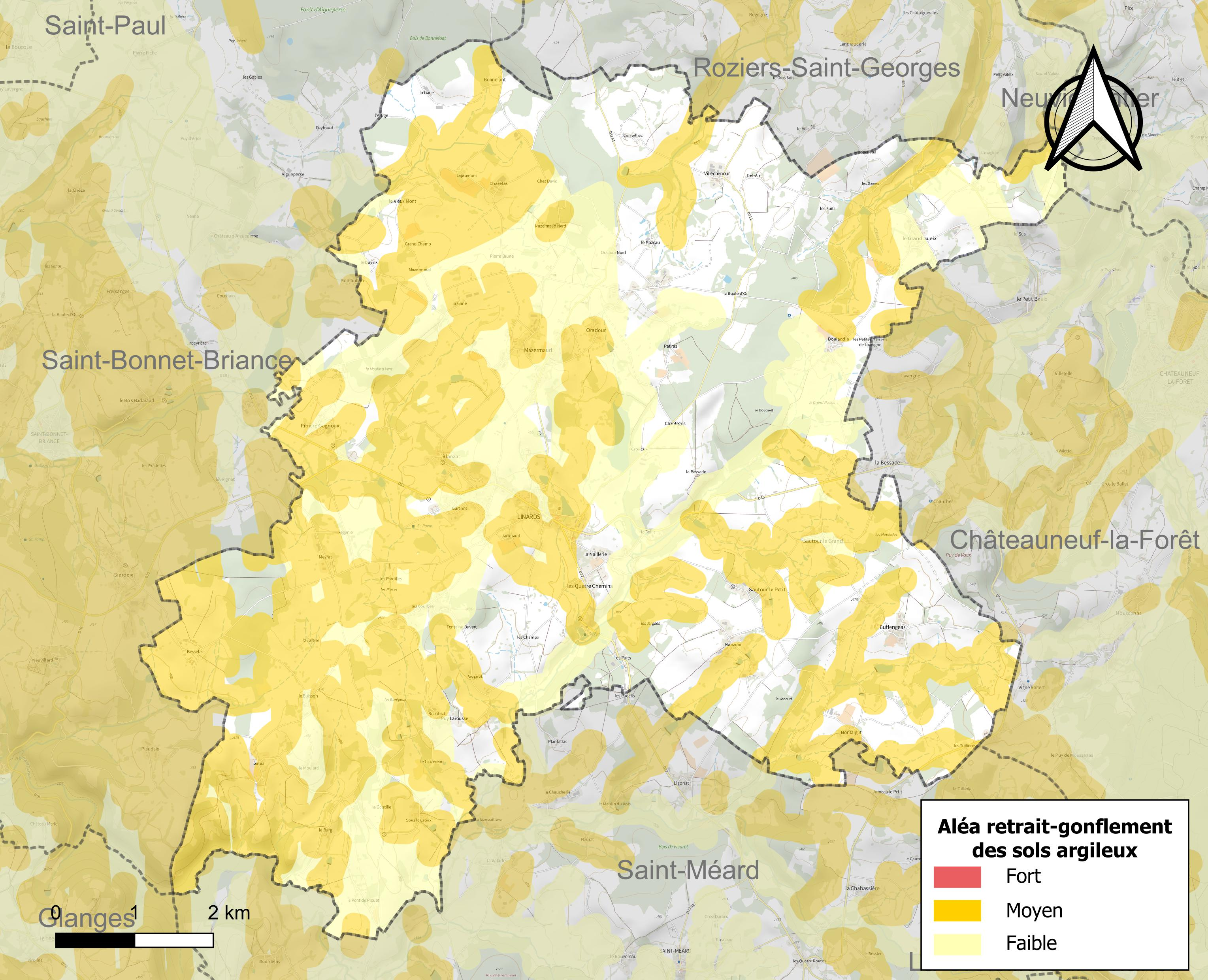
Carte des zones d'aléa retrait-gonflement des sols argileux de Linards.

Le retrait-gonflement des sols argileux est susceptible d'engendrer des dommages importants aux bâtiments en cas d’alternance de périodes de sécheresse et de pluie. 48,2 % de la superficie communale est en aléa moyen ou fort (27 % au niveau départemental et 48,5 % au niveau national métropolitain). Depuis le 1er octobre 2020, en application de la loi ÉLAN, différentes contraintes s'imposent aux vendeurs, maîtres d'ouvrages ou constructeurs de biens situés dans une zone classée en aléa moyen ou fort,.
La commune a été reconnue en état de catastrophe naturelle au titre des dommages causés par les inondations et coulées de boue survenues en 1982 et 1999 et par des mouvements de terrain en 1999.

#### Risque particulier
Dans plusieurs parties du territoire national, le radon, accumulé dans certains logements ou autres locaux, peut constituer une source significative d’exposition de la population aux rayonnements ionisants. Selon la classification de 2018, la commune de Linards est classée en zone 3, à savoir zone à potentiel radon significatif.

## Toponymie
Le toponyme évoque la présence de linières, du latin linaria (champ de lin), avec attraction des terminaisons en -ard, (champs de lin qui fournissaient des fibres employées dans le textile).

## Histoire

### Préhistoire
La période paléolithique ne semble pas représentée  sur la commune qui se trouve sur la bordure orientale de la zone d’extension du Néolithique final (- 2500 à -1600 av. J.C.).
Près de Linards la présence d’un groupe humain est attestée seulement par le dolmen de Châteauneuf-la-Forêt appartenant à la culture d'Artenac.
Une dizaine de haches polies , sur autant de sites, datées de cette période ont été découvertes, ainsi qu’un enclos circulaire.
La présence des Celtes n’est pas avérée mais Linards est à 8 km de l’oppidum de Villejoubert.

### Période gallo-romaine
La romanisation a pu être favorisée par l’existence de deux axes de communication :
- Un cheminement Est-Ouest, jalonné de toponymes celtiques ou romains (Les Pouges, la Boule-d’Or, Oradour, les Petites Maisons).
- Un autre axe mentionné sur la carte de Cassini (fin XVIIIe siècle) traverse la commune du Nord au Sud, d’Aigueperse à Ligonat. Il est jalonné de tumuli (Le Pueix) et de traces archéologiques (monnaie, urne funéraire)[24].

On peut supposer que le territoire de la future commune appartenait à de grands propriétaires demeurant à l’emplacement du bourg et de quelques villages (sépulture au Nouhaud, monnaie dans le bourg, tuiles à Puylarousse, à Montaigut, aux Martres à Oradour et au Buisson).

### Moyen-Âge
Une pièce de monnaie en or  du VIIe siècle (triens ou tremissis) a été découverte entre Oradour et Mazermaud en 1840. C’est à la fin de cette période que la paroisse de Linards qui englobait le territoire de Saint-Méard, aurait pu être créée.
La création de la paroisse de Saint-Martin de Linards a pu se faire dans le cadre d’encadrement du territoire par les pouvoirs civils et religieux et de campagnes de christianisation (fontaine et pierres Saint Martin de Boulandie et Roches de Saint-Martin de Salas).
Avant 1299, la paroisse appartient à la seigneurie de Châteauneuf. Le premier seigneur de Linars connu est le chevalier Gaucelin de Châteauneuf qui eu pour successeur Pierre de Châteauneuf. Celui-ci eut une fille qui se maria vers 1270 à Ranulphe de Lastours (la  famille de Lastours est l’une de celles qui se partagent le Limousin). Leur fils Gouffier de Lastours reçut Linards en legs en 1299. En 1308 Gouffier récupère les droits de justice sur Linards du seigneur de Châteauneuf. Jeanne, une fille de Gouffier de Lastours se maria en 1326 avec Aymeri de Gain, seigneur de Gain, petit fief proche de Limoges, sur la commune d’Isle. Des portions de la seigneurie appartenaient au seigneur de Châteauneuf et des différends éclatèrent.
Le deuxième Gouffier de Lastours, fils du précédent, continua la politique de son père et récupère une partie des dîmes (impôt en nature de l’Eglise).
Gouffier sans héritier direct, mourut en 1354. Jean de Gain son neveu reçu la seigneurie de Linards. Les successeurs de Jean de Gain resteront seigneurs de Linards jusqu’en 1775.
Á la lisière des seigneuries de Linards et Châteauneuf s’était créé sans doute au cours du XIIe siècle un arrière-fief au profit de la famille de Lajaumont qui se maintiendra jusqu’au début du XVIIe siècle, toujours en conflit de préséance avec les seigneurs de Linards.
Au cours de cette période des donations sont faites au profit de l’abbaye de Solignac, des Allois, au monastère d’Aureil et au prieuré de l’Artige.
Les seigneurs de Lajaumont prennent part aux combats de la fin de la guerre de Cent Ans entre les villes et les seigneurs locaux d’une part et les bandes de routiers d’autre part. La paroisse de Linards subit, comme le reste du Limousin, ravages et dépopulation. Après cette période de troubles les propriétaires terriens réorganisent leurs domaines. La famille de Gain s’impose face aux seigneurs voisins et vassaux, notamment en reconstruisant église et château.

### Les guerres de Religion
Au cours du XVIe siècle la politique matrimoniale des de Gain est d’obtenir une bonne alliance, accompagnée d’une forte dot, et d’éviter les mariages coûteux des filles, ce qui n’est pas toujours le cas. La carrière honorifique et militaire des seigneurs de Linards prend une nouvelle dimension après que les rois de Navarre aient acquis la vicomté de Limoges, devenant ainsi leur suzerain. Du milieu du XVIe siècle au début du XVIIe siècle les seigneurs de Linards suivent dans la religion réformée les lignages voisins.
En 1569 la paroisse connait un épisode dramatique avec le logement des soldats du pape venant combattre les protestants à la bataille de La Roche-l'Abeille.

### XVIIeet XVIIIesiècles
Les de Gain retournent dans le giron catholique au début du XVIIe siècle.
La situation financière catastrophique des de Gain conduit à la saisie de la seigneurie en 1775 et à sa vente en 1786 à la famille Bourdeau de La Judie qui avait accédée à la noblesse en 1762. L’arrivée de cette nouvelle famille, issue de la bourgeoisie de Limoges, n’est pas du goût de la population et en particulier des notables. Á cette époque les 5% les plus riches possèdent près de 50% de la surface de la paroisse. La moitié de celle-ci est occupée par des champs de céréales et des prés pour un élevage très modeste. Á la fin du XVIIIe siècle, l’impôt royal absorbe 20% du revenu agricole et les droits féodaux et la dîme 15%. Au cours de ce siècle la population s’est accrue, malgré un tassement dans les années 1760-1780 et une reprise forte dans les années 1780. Une prospérité relative peut être envisagée à la fin du XVIIIe siècle : refonte de deux cloches et réparations de l’église, acquisition d’un presbytère, projet d’une construction d’une route.

### De la Révolution à la Deuxième Guerre mondiale
En mars 1789, les représentants de la paroisse sont le notaire Chaussade, le curé Gay de Vernon et le seigneur Bourdeau. Le notaire Chaussade est élu à l’assemblée du Tiers-Etat du Limousin, puis au Conseil Général. Le curé Gay de Vernon, prêtre jureur, est élu premier maire de Linards. En 1793 une société populaire de 58 linardais est créée pour défendre les nouvelles institutions. Les tours du château sont rasées. Les municipalités successives ont temporisé face aux demandes des autorités supérieures pour protéger les intérêts de la population.
Á la suite du coup d'état de Louis-Napoléon, une insurrection a lieu le 6 décembre 1851 : environ 150 insurgés de Linards et des communes voisines combattent les hussards dans le bourg. Les meneurs seront déportés à Cayenne ou en Algérie, expulsés de France ou assignés à résidence.
Le début du XIXe siècle est difficile, la commune pauvre et les conditions de vie précaires. En 1865 une épidémie de dysenterie ravage la population. Mais comme toutes les communes rurales, Linards connaît une ère de prospérité et d’expansion démographique à la veille de la guerre de 1914-1918. La population atteint son maximum en 1891 historique (2133 habitants). Á partir de la deuxième moitié du XIXe siècle des routes sont tracées, des tuileries sont installées, un moulin à vent est même construit, mais l’économie est surtout animée par de très nombreux artisans.
Amédée Tarrade, maire de 1909 à 1919, se révèle un bâtisseur et donne au bourg sa physionomie actuelle : projets et construction d’écoles, de la Poste, d’une place et de la gare du tramway départemental en 1912.
Cette expansion est brisée par la guerre, il faudra attendre 1936 pour voir aboutir l’adduction d’eau, la construction des écoles et des lavoirs municipaux. 
Les foires aux bestiaux garderont leur importance jusque dans les années 60.

## Politique et administration

### Liste des maires
| Période                                  | Période      | Identité            | Étiquette | Qualité                                                                 |
| ---------------------------------------- | ------------ | ------------------- | --------- | ----------------------------------------------------------------------- |
| 1983                                     | 1995         | Claude Virole       | PS        | Cadre, conseiller général du canton de Châteauneuf-la-Forêt (1994-2008) |
| juin 1995                                | octobre 2012 | Robert Fraisseix    | PS        |                                                                         |
| décembre 2012                            | 2020         | Jean-Claude Sautour | PS        |                                                                         |
| mai 2020                                 | En cours     | Philippe Raigné     | SE        | Consultant en Ingénierie de Formation                                   |
| Les données manquantes sont à compléter. |              |                     |           |                                                                         |

## Démographie
L'évolution du nombre d'habitants est connue à travers les recensements de la population effectués dans la commune depuis 1793. Pour les communes de moins de 10 000 habitants, une enquête de recensement portant sur toute la population est réalisée tous les cinq ans, les populations de référence des années intermédiaires étant quant à elles estimées par interpolation ou extrapolation. Pour la commune, le premier recensement exhaustif entrant dans le cadre du nouveau dispositif a été réalisé en 2005.

En 2022, la commune comptait 1 004 habitants, en évolution de −5,37 % par rapport à 2016 (Haute-Vienne : −0,68 %, France hors Mayotte : +2,11 %).
| 1793  | 1800  | 1806  | 1821  | 1831  | 1836  | 1841  | 1846  | 1851  |
| ----- | ----- | ----- | ----- | ----- | ----- | ----- | ----- | ----- |
| 1 719 | 1 473 | 1 781 | 1 952 | 1 923 | 1 889 | 1 829 | 1 969 | 1 934 |

| 1856  | 1861  | 1866  | 1872  | 1876  | 1881  | 1886  | 1891  | 1896  |
| ----- | ----- | ----- | ----- | ----- | ----- | ----- | ----- | ----- |
| 1 902 | 1 863 | 1 887 | 1 946 | 2 029 | 2 015 | 2 088 | 2 133 | 2 055 |

| 1901  | 1906  | 1911  | 1921  | 1926  | 1931  | 1936  | 1946  | 1954  |
| ----- | ----- | ----- | ----- | ----- | ----- | ----- | ----- | ----- |
| 2 014 | 2 109 | 2 030 | 1 816 | 1 763 | 1 702 | 1 710 | 1 639 | 1 572 |

| 1962  | 1968  | 1975  | 1982  | 1990  | 1999  | 2005  | 2006  | 2010  |
| ----- | ----- | ----- | ----- | ----- | ----- | ----- | ----- | ----- |
| 1 459 | 1 360 | 1 203 | 1 100 | 1 059 | 1 058 | 1 055 | 1 057 | 1 094 |

| 2015  | 2020  | 2022  | - | - | - | - | - | - |
| ----- | ----- | ----- | - | - | - | - | - | - |
| 1 070 | 1 016 | 1 004 | - | - | - | - | - | - |

## Lieux et monuments
- Église Saint-Martin de Linards. L'édifice a été inscrit au titre des monuments historique en 1926[47].

## Personnalités liées à la commune
- Henri Vergnolle, né à Linards en 1891. Il fait de brillantes études et devient architecte. Il exerce à Paris et dans sa région natale, où il réalise en particulier le monument aux morts de Limoges. Il a été président du conseil municipal de Paris du 24 juin 1946 jusqu'en 1953.
- Jean-François Marmontel, Antoine Blondin, Edda Ciano et d'autres personnages célèbres ont vécu à Linards[48],[49].

## Jumelages
- Gravellona Lomellina (Italie).

## Pour approfondir